# Super Live in Japan
Super Live in Japan es un DVD realizado por Queen + Paul Rodgers únicamente para Japón luego de grabar un concierto durante su Queen + Paul Rodgers Tour en octubre de 2005.

## Disco Uno
1. Reaching Out
2. Tie Your Mother Down
3. Fat Bottomed Girls
4. Another One Bites the Dust
5. Fire and Water
6. Crazy Little Thing Called Love
7. Say It's Not True
8. '39
9. Love of My Life
10. Teo Torriatte (Let us Cling Together)
11. Hammer to Fall
12. Feel Like Makin' Love
13. Let There Be Drums
14. I'm In Love With My Car
15. Guitar Solo
16. Last Horizon
17. These Are the Days of Our Lives
18. Radio Ga Ga
19. Can't Get Enough
20. A Kind of Magic
21. Wishing Well
22. I Want It All
23. Bohemian Rhapsody
24. I Was Born To Love You
25. The Show Must Go On
26. All Right Now
27. We Will Rock You
28. We Are the Champions
29. God Save the Queen (tape)

## Disco Dos
El disco 2 contiene un documental de Queen + Paul Rodgers en Budapest.
- Datos: Q593298